# Martin Weinek
Martin Weinek [ˈmartin ˈvainɛkʰ] (Leoben, 30 giugno 1964) è un attore, doppiatore, enologo, regista, viticoltore e imprenditore austriaco.
Lavora per il cinema, il teatro e la televisione. Al pubblico italiano è noto per il ruolo dell'ispettore Fritz Kunz ne Il commissario Rex.

## Carriera
Formatosi tra il 1983 ed il 1986 con il prof. Peter P. Jost, si dedica al teatro a partire dal 1986 in alcune produzioni viennesi. Il suo primo piccolo ruolo in un film è quello dell'ascensorista nel film Nachsaison (Bassa stagione).
Nel 1987 ha una parte nell'opera teatrale Der Lechner Edi schaut ins Paradies di Jura Soyfer sotto la regia di Georg Mittendrein nell'ambito del festival Ruhrfestspiele Recklinghausen e il ruolo di un netturbino nel film Müllomania di Dieter Berner.
Tra il 1988 e il 1989, ha un ingaggio al Jura-Soyfer-Theater a Vienna ed altri ingaggi in teatri più piccoli, contemporaneamente lavora come regista, direttore artistico e produttore. Nel 1989 partecipa alla serie televisiva austriaca Calafati Joe. Dal 1990 al 1991 è direttore artistico del Hernalser Stadttheater a Vienna.
Nel 1999 ottiene la popolarità in Italia grazie anche alla serie televisiva austriaca Il commissario Rex di cui è attore fisso.
Martin Weinek è un appassionato di vino e di viticoltura, infatti dal 1993 ha una propria produzione di viti a Hagensdorf (una frazione in piena campagna nel comune di Heiligenbrunn) che cura personalmente insieme alla moglie Eva, anch'essa attrice e drammaturga. L'azienda è ricavata da una vecchia casa colonica ristrutturata e modernizzata sotto la direzione della signora Eva Weinek, la proprietà dei Weinek si aggira intorno ai tre ettari.
L'8 marzo 2008 è moderatore per il Genusse Burgenland del 2008, presenziando alle manifestazioni serali.
Sempre nel 2008 partecipa alla prima puntata della serie italiana Rex, spin-off della serie austriaca Il commissario Rex, poi dalla seconda serie è nel cast effettivo.

## Doppiatori italiani
I doppiatori italiani di Martin Weinek sono principalmente Massimo Rinaldi per Il commissario Rex, Pino Ammendola, Riccardo Peroni, Luca Bottale, Luigi Ferraro, Riccardo Rovatti e talvolta Mino Caprio e Tony Fuochi per le altre apparizioni minori.

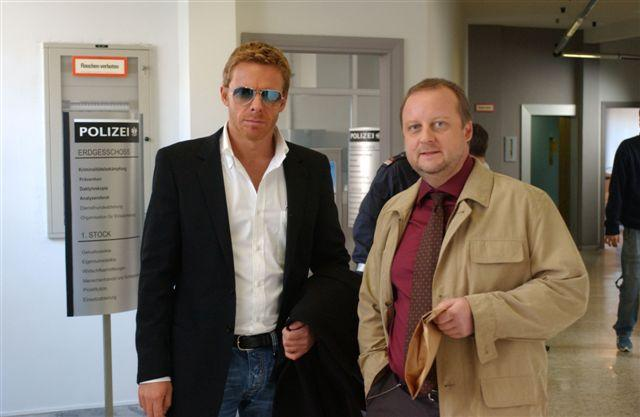
Martin Weinek e Kaspar Capparoni nelle riprese del nuovo Rex.

## Filmografia
- 1989: Calafati Joe (serie televisiva)
- 1999-2004: Il commissario Rex (serie televisiva): Fritz Kunz
- 2004: Silentium
- 2005: Grenzverkehr
- 2006: Unter weißen Segeln (Episodio Träume am Horizont)
- 2007: Die Rosenheim-Cops (Episodio Liebe bis zum Ende)
- 2007: Rex (Episodio L'Incontro): Fritz Kunz
- 2008- Rex: Fritz Kunz